# Supacat ATMP
Supacat ATMP (All Terrain Mobility Platform) – pojazd skonstruowany do przewożenia ładunków i holowania przyczep o dużej wadze, o małym nacisku na podłoże. Posiada stały napęd na 6 kół, cztery pierwsze koła są sterowane, zgodnie z ruchem sterownicy typu motocyklowego. Aluminiowe nadwozie, okrywające stalową ramę podwozia umożliwia poruszanie się po wodzie. Pojazd Supacat może przewozić maksymalnie 1600 kg ładunku. Od 1984 roku w służbie w brytyjskiej armii i RAF. Supacat może być transportowany przez śmigłowiec, a także desantowany na spadochronie. Samochód może być zaopatrzony w zamkniętą kabinę. Pojazd znajduje się również na wyposażeniu służb cywilnych.